# Baldovino I di Gerusalemme
Baldovino di Boulogne, noto poi come Baldovino I di Gerusalemme (in francese: Baudouin de Boulogne; 1058 circa – Al-Arish, 2 aprile 1118) è stato un cavaliere medievale franco, figlio di Eustachio II e Ida di Boulogne e fratello di Goffredo di Buglione e di Eustachio III di Boulogne, fu il primo conte di Edessa (1098–1100) e il secondo sovrano crociato del Regno di Gerusalemme (1100–1118), il primo a fregiarsi del titolo di "re".
Iniziato alla vita ecclesiastica, si volse poi alle armi e seguì nel 1096 il fratello Goffredo nella Prima Crociata. Nel 1097 lasciò l'esercito crociato ed entrò in un duraturo conflitto con l'italo-normanno Tancredi d'Altavilla per la conquista e il dominio della città di Tarso, in Cilicia. Baldovino conquistò importanti fortezze nelle terre a ovest dell'Eufrate con l'aiuto della popolazione locale armena. Thoros di Edessa lo invitò a venire a Edessa per combattere contro i Selgiuchidi, ma, approfittando di una rivolta contro Thoros stesso, Baldovino conquistò la città e stabilì il primo Stato crociato il 10 marzo 1098. Per rafforzare il suo dominio, il vedovo Baldovino sposò una nobildonna armena, Arda d'Armenia, figlia del signore Thoros di Maraş.
Nel frattempo Goffredo di Buglione, che i crociati avevano scelto come loro primo sovrano a Gerusalemme (anche se non accettò mai il titolo di Re), morì nel 1100 e Tancredi e il patriarca latino Dagoberto da Pisa pensarono di offrire il trono di Gerusalemme a Boemondo I d'Altavilla, zio di Tancredi e principe di Taranto e Antiochia. I servitori di Goffredo, tuttavia, presero possesso della città ed esortarono Baldovino a rivendicare l'eredità del fratello. Baldovino allora, ceduta la Contea di Edessa al cugino Baldovino di Bourcq, marciò verso Gerusalemme e venne incoronato re a Betlemme il 25 dicembre 1100. Baldovino organizzò saldamente il Regno e lo ampliò, con l'aiuto delle flotte genovesi, tramite la conquista delle città di Arsuf e Caesarea (1101), Acri (1104), Tripoli (1109) e, infine, Beirut e Sidone (1110). Nel 1118, dopo aver tentato invano di occupare Tiro, intraprese una spedizione contro l'Egitto: caduto ammalato, morì durante la ritirata ad al-Arish (al-‛Arīsh), senza lasciare eredi diretti. Fu sepolto a Gerusalemme, nella basilica del Santo Sepolcro.

## Biografia
In quanto fratello minore di Goffredo e di Eustachio (più tardi Eustachio III di Boulogne), Baldovino era originariamente destinato alla carriera ecclesiastica, ma vi rinunciò attorno al 1080. Successivamente visse in Normandia, dove sposò una ragazza di nobile famiglia, ma fece ritorno in Lorena allo scopo di prendere possesso della contea di Verdun (in precedenza retta da Goffredo).

### Prima crociata
Nel 1096 partecipò alla Prima crociata, accompagnato dalla moglie Godvera, dai suoi figli e dai suoi fratelli, vendendo gran parte delle sue proprietà al vescovo-conte di Liegi per potersi pagare le spese.

Durante la marcia si offrì come ostaggio a Colomanno d'Ungheria, assicurando che i Crociati non avrebbero saccheggiato il territorio ungherese.

Accompagnò il fratello Goffredo fino ad Eraclea, in Asia Minore, dove si separò dal gruppo principale dei crociati, assieme a Tancredi, per marciare verso la Cilicia.
Tancredi stava sicuramente cercando di assicurarsi qualche territorio e stabilirsi come piccolo regnante a est, e Baldovino potrebbe aver avuto lo stesso fine.
Nel settembre del 1097 strappò Tarso a Tancredi, e installò una sua guarnigione in città, con l'aiuto di una flotta di pirati di Boulogne.

Gli eserciti di Tancredi e Baldovino ebbero una breve schermaglia a Mamistra (arabo Maṣṣīṣa), ma i due non giunsero mai allo scontro aperto e Tancredi proseguì la marcia verso Antiochia.
Dopo essersi ricongiunto all'armata principale a Marʿash (oggi Kahramanmaraş) ed aver saputo che Godvera era morta nel frattempo, Baldovino ricevette un invito da un Armeno chiamato Pakrad, e si mosse verso est in direzione dell'Eufrate, dove occupò Turbessel.

### Conte di Edessa

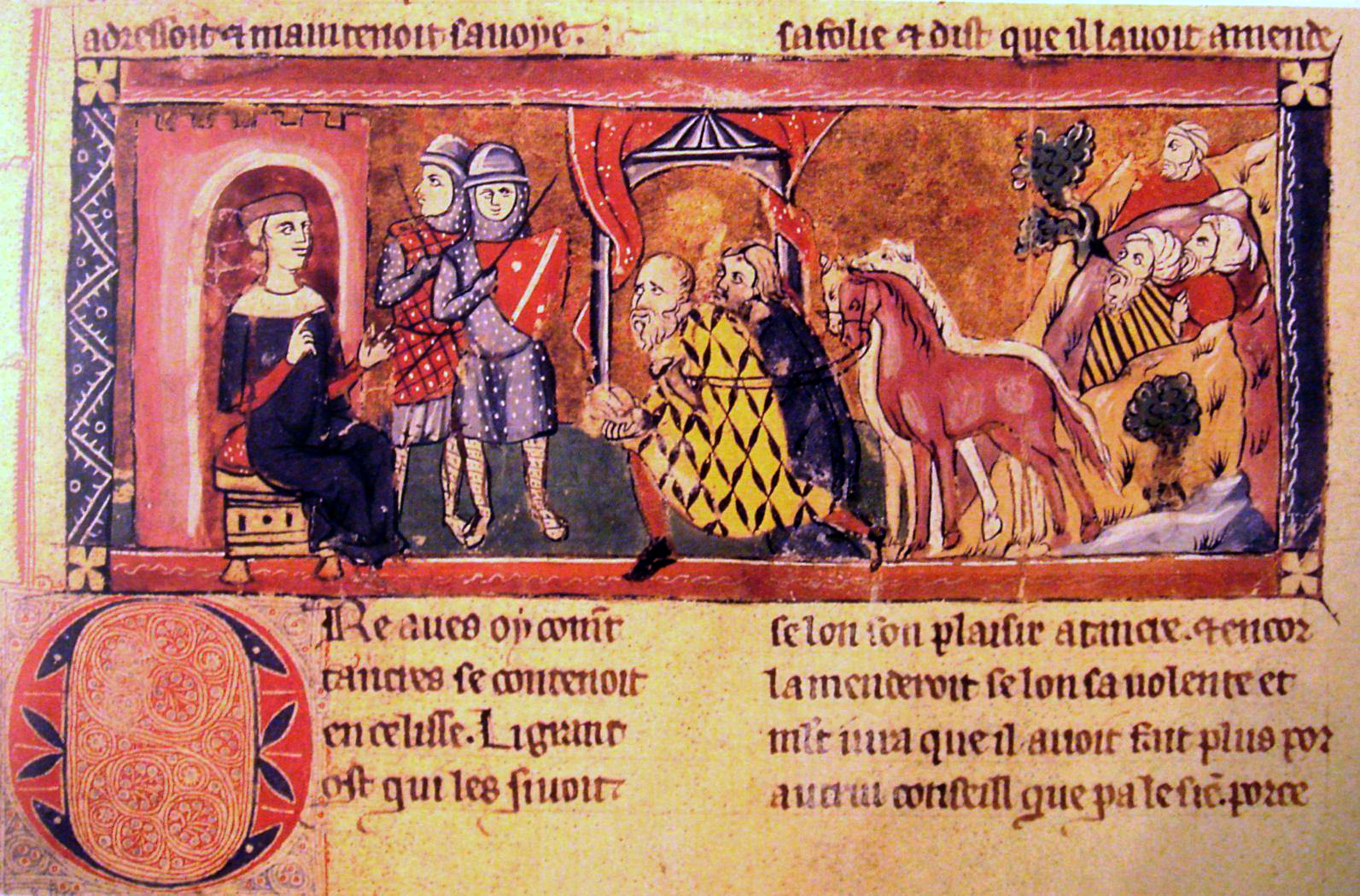
Baldovino riceve l'omaggio degli Armeni.

Un altro appello gli giunse da Thoros di Edessa (armeno Tʾoros, ovvero Teodoro), per rinforzare la guarnigione della città di fronte ai ripetuti attacchi dei guerrieri turchi. Essendosi rifiutato di essere considerato soltanto un mercenario, aveva preteso di essere designato come erede legittimo. Alcuni giorni dopo la cerimonia dell'adozione, padre e madre adottivi vennero linciati dalla folla istigata da Baldovino, che assistette impassibile alla loro uccisione. Nel marzo del 1098, Baldovino divenne il primo conte di Edessa. Egli governò la contea fino al 1100, sposando Arda, figlia di Thoros I d'Armenia, e agendo come collegamento tra i Crociati e gli Armeni.
Nel corso di questi due anni strappò ai musulmani Samosata e Seruj (Sarorgia) e fece fallire un complotto organizzato da alcuni sudditi armeni nel 1098. Alla fine del 1099 visitò Gerusalemme con Boemondo I d'Antiochia ma tornò a Edessa nel gennaio del 1100.

### Re di Gerusalemme
Dopo la morte di Goffredo nel 1100 fu invitato a Gerusalemme dai fautori di una monarchia secolare che si opponevano alle pretese della Chiesa di Roma che voleva per sé la Città Santa e, superando l'ostacolo costituito dal Patriarca latino di Gerusalemme Daiberto da Pisa, fu incoronato primo re di Gerusalemme nel giorno di Natale del 1100 dallo stesso Daiberto.
Nella primavera del 1101 Baldovino riuscì a ottenere che il Papa sospendesse dalla carica di Legato pontificio Daiberto e nel prosieguo dell'anno i due entrarono in contrasto a proposito dell'appannaggio da assegnare al Patriarca per la difesa della Terra santa.
La contrapposizione finì con la deposizione di Daiberto nel 1102.
Dopo che Baldovino ebbe assicurato la stabilità dell'istituto monarchico a Gerusalemme e la sua nominale supremazia, egli estese l'influenza del regno alle altre città che non erano ancora state conquistate.
Fu aiutato in questo da un'alleanza con le città marinare italiane, specialmente Genova che assicurò attrezzature ossidionali e supporto navale in cambio della concessione di quartieri commerciali in ogni città conquistata.
Il più potente avversario nel corso del regno di Baldovino fu l'Egitto.
Egli sconfisse formazioni d'invasione egiziane fatimidi nel 1102, 1103, 1105, e dal 1115 al 1118, Baldovino strappò loro territori che gli permisero l'accesso al Mar Rosso e di costruire la fortezza di Montréal.
A nord egli limitò l'accesso alle coste mediterranee di Damasco impadronendosi nel 1101 di Arsuf e Cesarea, di Acri nel 1104 e di Beirut e di Sidone nel 1110 (l'ultima con l'aiuto dei Veneziani e dei Norvegesi di re Sigurd I).
Come re di Gerusalemme fu il sovrano nominale della Contea di Tripoli, del Principato di Antiochia e della Contea di Edessa che aiutò nella difesa contro i musulmani di Siria, in special modo del sultano Mawdud e di Aq Sunqur, Atabeg di Mosul (arabo Mawṣil).
Nel 1103 pagò il riscatto per Boemondo di Antiochia che era stato catturato in battaglia dai turchi Danishmendidi.
Baldovino preferiva Boemondo a Tancredi, che governava Antiochia in qualità di reggente e che era diventato principe di Galilea nei primi anni di regno di Baldovino.
Sempre nello stesso anno divenne il capo dei Canonici regolari del Santo Sepolcro di Gerusalemme, Ordine fondato dal fratello Goffredo e composto da cavalieri crociati d'élite dediti alla difesa del Santo Sepolcro.
Nel 1109 agì in veste di arbitro in un raduno dei più grandi signori feudali svoltosi fuori le mura di Tripoli e costrinse Tancredi a rinunciare alle sue pretese sulla città. Poco dopo la città cadde nelle mani dei Crociati.

### Matrimoni
La vita privata di Baldovino fu controversa. Aveva inizialmente sposato una nobile della Normandia, Godvera, figlia di Raoul di Conches, che pure lo seguì nella Crociata e vi trovò la morte. Successivamente prese in moglie una donna armena, Arda, figlia di Thoros di Edessa: nel 1108 però l'obbligò a entrare in un monastero a Gerusalemme, accusandola di averlo tradito con musulmani.
Nel 1113 sposò Adelaide del Vasto, vedova di Ruggero I di Sicilia, anche se Guglielmo di Tiro lascia pensare che Baldovino fosse omosessuale, visto che non aveva avuto figli, si poteva ragionevolmente ipotizzare che la nuova situazione non avrebbe mutato alcunché, vista l'età avanzata dei due nuovi sposi. Le speranze di Adelaide che suo figlio Ruggero II potesse ereditare il regno di Gerusalemme si rivelarono mal riposte perché il nuovo matrimonio correva il grave rischio di essere annullato, visto che Baldovino risultava ancora sposato con la moglie armena e perché il re aveva già speso tutta la dote di Adelaide per pagare il soldo arretrato delle sue truppe e non aveva quindi grandi speranze di incamerare molto altro.
A tutto ciò si aggiunga la noia della vita di corte per Adelaide, abituata ai fasti della corte normanna siciliana, per cui, approfittando di una grave malattia di Baldovino, il Legato pontificio Arnolfo strappò al re il consenso per l'annullamento del matrimonio con Adelaide malgrado Baldovino non fosse favorevole a rinunciare alla preziosa alleanza con i Normanni di Sicilia.

### Morte e successione
Baldovino morì nel 1118 (lo stesso anno in cui morirono anche Adelaide e Arnolfo) dopo una spedizione in Egitto, nel corso della quale egli prese Farama. Suo cugino Baldovino di Le Bourg fu scelto come suo successore. Il Regno fu offerto al fratello di Baldovino I, Eustachio, che però rifiutò.

## Fonti
La Historia Hierosolymitana di Fulcherio di Chartres, che aveva accompagnato Baldovino di Edessa come cappellano e che aveva vissuto a Gerusalemme nel corso del suo regno, è la fonte principale circa la carriera di Baldovino.

## Ascendenza
|                            |                     |                       | Genitori                        |  |  | Nonni |  |  | Bisnonni                 |  |  | Trisnonni               |  |
|                            |                     |                       |                                 |  |  |       |  |  | Baldovino II di Boulogne |  |  | Arnolfo III di Boulogne |  |
|                            |                     |                       |                                 |  |  |       |  |  | Baldovino II di Boulogne |  |  | Arnolfo III di Boulogne |  |
|                            |                     | …                     |                                 |  |  |       |  |  | Baldovino II di Boulogne |  |  |                         |  |
| Eustachio I di Boulogne    |                     |                       |                                 |  |  |       |  |  | Baldovino II di Boulogne |  |  |                         |  |
|                            |                     | Adelina d'Olanda      | Arnolfo d'Olanda                |  |  |       |  |  |                          |  |  |                         |  |
|                            |                     | Adelina d'Olanda      | Arnolfo d'Olanda                |  |  |       |  |  |                          |  |  |                         |  |
|                            |                     | Adelina d'Olanda      | Liutgarda di Lussemburgo        |  |  |       |  |  |                          |  |  |                         |  |
| Eustachio II di Boulogne   |                     | Adelina d'Olanda      |                                 |  |  |       |  |  |                          |  |  |                         |  |
|                            |                     | Lamberto I di Lovanio | Reginardo III, conte di Hainaut |  |  |       |  |  |                          |  |  |                         |  |
|                            |                     | Lamberto I di Lovanio | Reginardo III, conte di Hainaut |  |  |       |  |  |                          |  |  |                         |  |
|                            |                     | Lamberto I di Lovanio | Adele d'Alvernia                |  |  |       |  |  |                          |  |  |                         |  |
| Matilde di Lovanio         |                     | Lamberto I di Lovanio |                                 |  |  |       |  |  |                          |  |  |                         |  |
|                            |                     | Gerberga di Lorena    | Carlo I di Lorena               |  |  |       |  |  |                          |  |  |                         |  |
|                            |                     | Gerberga di Lorena    | Carlo I di Lorena               |  |  |       |  |  |                          |  |  |                         |  |
|                            |                     | Gerberga di Lorena    | Adelaide di Troyes              |  |  |       |  |  |                          |  |  |                         |  |
| Baldovino I di Gerusalemme |                     | Gerberga di Lorena    |                                 |  |  |       |  |  |                          |  |  |                         |  |
|                            | Gothelo I di Lorena | Goffredo I di Verdun  |                                 |  |  |       |  |  |                          |  |  |                         |  |
|                            | Gothelo I di Lorena | Goffredo I di Verdun  |                                 |  |  |       |  |  |                          |  |  |                         |  |
|                            | Gothelo I di Lorena | Matilde di Sassonia   |                                 |  |  |       |  |  |                          |  |  |                         |  |
| Goffredo il Barbuto        | Gothelo I di Lorena |                       |                                 |  |  |       |  |  |                          |  |  |                         |  |
|                            |                     | …                     | …                               |  |  |       |  |  |                          |  |  |                         |  |
|                            |                     | …                     | …                               |  |  |       |  |  |                          |  |  |                         |  |
|                            |                     | …                     | …                               |  |  |       |  |  |                          |  |  |                         |  |
| Ida di Boulogne            |                     | …                     |                                 |  |  |       |  |  |                          |  |  |                         |  |
|                            |                     | Manasse II di Rethel  | Manasse I, conte di Rethel      |  |  |       |  |  |                          |  |  |                         |  |
|                            |                     | Manasse II di Rethel  | Manasse I, conte di Rethel      |  |  |       |  |  |                          |  |  |                         |  |
|                            |                     | Manasse II di Rethel  | …                               |  |  |       |  |  |                          |  |  |                         |  |
| Doda di Rethel             |                     | Manasse II di Rethel  |                                 |  |  |       |  |  |                          |  |  |                         |  |
|                            |                     | Dada                  | …                               |  |  |       |  |  |                          |  |  |                         |  |
|                            |                     | Dada                  | …                               |  |  |       |  |  |                          |  |  |                         |  |
|                            |                     | Dada                  | …                               |  |  |       |  |  |                          |  |  |                         |  |
|                            |                     | Dada                  |                                 |  |  |       |  |  |                          |  |  |                         |  |

### Fonti primarie
- Anna Comnena, Alessiade
- Fulcherio di Chartres, A History of the Expedition to Jerusalem, 1095-1127, trans. Frances Rita Ryan. University of Tennessee Press, 1969.

### Fonti secondarie
- (EN) Guglielmo di Tiro, Historia rerum in partibus transmarinis gestarum (A History of Deeds Done Beyond the Sea), a cura di E. A. Babock e A. C. Krey, traduzione di E. A. Babock e A. C. Krey, Columbia University Press, 1943.
- Steven Runciman, A History of the Crusades, vols. I-II. Cambridge University Press, 1951-1952.
- Lorenzetti,U., Belli Montanari,C., L'Ordine Equestre del Santo Sepolcro di Gerusalemme. Tradizione e rinnovamento all'alba del Terzo Millennio, Fano (PU), settembre 2011.